# Солуэй-Ферт
Солуэй-Ферт (англ. Solway Firth) — залив Ирландского моря у западных берегов Великобритании, южный берег залива относится к Англии, а северный — к Шотландии.
Ширина залива у входа — 38 км. В залив впадает река Иден. Вдаётся в сушу на 65 км. Величина приливов — около 4 м. Побережье местами гористое. Скорость приливных течений 6-8 км/час.